# Elegía por al-Ándalus
Elegía por al-Ándalus (en árabe: رثاء الأندلس rithaa' ul-Andalus, a la que a veces se hace referencia por sus palabras iniciales لِكُلِ شَيءٍ likuli shay'in) es una casida andalusí en estilo nuniyya escrita en árabe por Salih ben Sharif ar-Rundi en 1267. A la vez que un lamento por el paraíso perdido y una llamada a las armas en un momento crucial de la historia, el poema tiene un gran significado histórico. Es también uno de los ejemplos más famosos de la poesía andalusí en particular y de la literatura andaluza en general.
Elegía por al-Andalus, como rithā', o poema de lamento, es típico de su género ya que consiste en una enumeración de las cualidades del sujeto y un luto por su pérdida; lo que es atípico es que, mientras que el sujeto de esta antigua forma poética es casi siempre un héroe o un noble perdido en la batalla, ar-Rundi personifica a al-Ándalus y habla de él como si fuera el héroe muerto o moribundo.

## Metas
Salih Bin Sharif ar-Rundi compuso su poema lamentando la reconquista de al-Ándalus y llamando a los reinos islámicos de la costa norteafricana, en particular al Sultanato benimerín, cuando el rey de Granada comenzó a conceder ciudades y castillos a la Corona de Castilla.

## Contexto histórico
Ar-Rundi vivió la caída de la mayoría de las grandes ciudades andaluzas, como Cádiz, Córdoba, Sevilla y otras, a las fuerzas de los monarcas católicos: Alfonso VIII de Castilla y su nieto Fernando III de Castilla, Sancho VII de Navarra y Pedro II de Aragón. La mayoría de las grandes ciudades andaluzas cayeron en el lapso de un siglo con el colapso del califato almohade.

## Contenido
"Elegía por al-Andalus" es una nuniyya, ya que prácticamente todas sus coplas terminan en una nasal alveolar, ya sea de la letra ن (nūn) o de la nunación (تنوين tanwin). La línea de apertura لِكُلِ شَيءٍ إِذَا ما تَمَّ نُقْصانُ alude a la línea de apertura de la famosa nuniyya de Abu Al-Fath Al-Busti:
| Apertura de línea de "Elegía por al-Andalus" | Línea de apertura de "Nuniyyat Al-Busti"                |
| -------------------------------------------- | ------------------------------------------------------- |
| لِكُلِ شَيءٍ إِذَا ما تَمَّ نُقْصانُ                      | زِيادَةُ المُرْءِ في دُنِياهُ نُقْصانُ                              |
| likuli shay'in itha ma tamma nuqsan          | ziyadat ul-mur'i fi dunyahu nuqsan                      |
| En todo lo que existe, hay imperfección.     | El exceso del mortal en su mundanalidad es una pérdida. |

El poema está lleno de alusiones a figuras y símbolos de las profundidades de la cultura árabe y de Oriente Medio. Menciona antiguas tribus árabes como A'ad, Shaddad y Qahtan, así como figuras históricas cuasimíticas como Sasán, Sayf ibn Dhi Yazan, Darío el Grande y Salomón, preguntando: «¿Dónde están ahora?»
En el poema, el orador elogia las ciudades caídas una por una,[7] usando símbolos religiosos para concretar la inminente y amenazante invasión de los católicos. El orador menciona los minbar y los mihrab que «lloran» junto a las campanas y los crucifijos en las mezquitas que fueron transformadas en iglesias.

## Texto
| فلا يُغرُّ بطيب العيش إنسانُ      | لكل شيءٍ إذا ما تم نقصانُ         | Todo decae después de alcanzar la perfección, por lo tanto, que nadie se deje engañar por la dulzura de una vida agradable.                                      |
| مَن سَرَّهُ زَمنٌ ساءَتهُ أزمانُ        | هي الأيامُ كما شاهدتها دُولٌ       | Como has observado, estos son los decretos que son inconstantes: aquel a quien un solo momento ha hecho feliz, ha sido dañado por muchos otros momentos;         |
| ولا يدوم على حالٍ لها شان      | وهذه الدار لا تُبقي على أحد      | Y esta es la morada que no mostrará lástima por ningún hombre, ni ninguna condición permanecerá en su estado.                                                    |
| إذا نبت مشْرفيّاتٌ وخُرصانُ        | يُمزق الدهر حتمًا كل سابغةٍ        | El destino destruye irrevocablemente cada amplio correo cuando las espadas y lanzas Mashrifi miran sin efecto.                                                   |
| كان ابنَ ذي يزَن والغمدَ غُمدان   | وينتضي كلّ سيف للفناء ولوْ        | Desenvaina cada espada únicamente para destruirla, incluso si es un Ibn Dhi Yazan y la vaina de Ghumdan.                                                         |
| وأين منهم أكاليلٌ وتيجانُ ؟     | أين الملوك ذَوو التيجان من يمنٍ   | ¿Dónde están los reyes coronados de Yemen y dónde están sus diademas y coronas llenas de joyas?                                                                  |
| وأين ما ساسه في الفرس ساسانُ ؟ | وأين ما شاده شدَّادُ في إرمٍ        | ¿Dónde están [los edificios] Shaddad criados en Iram y dónde [el imperio] los sasánidas que gobernaron en Persia?                                                |
| وأين عادٌ وشدادٌ وقحطانُ ؟       | وأين ما حازه قارون من ذهب       | ¿Dónde está el oro Qarun una vez poseído; ¿Dónde están A'ad y Shaddad y Qahtan?                                                                                  |
| حتى قَضَوا فكأن القوم ما كانوا  | أتى على الكُل أمر لا مَرد له      | Un decreto irrevocable los superó a todos para que murieran y la gente llegara a ser como si nunca hubieran existido.                                            |
| كما حكى عن خيال الطّيفِ وسْنانُ   | وصار ما كان من مُلك ومن مَلِك      | Los reinos y reyes que habían llegado a ser como lo que un durmiente ha contado sobre [la] visión de sus sueños..                                                |
| وأمَّ كسرى فما آواه إيوانُ       | دارَ الزّمانُ على (دارا وقاتِلِهدارا | El destino se volvió contra Darío y su asesino, y en cuanto a Cosroes, ningún palacio abovedado le ofreció protección.                                           |
| يومًا ولا مَلكَ الدُنيا سُليمانُ    | كأنما الصَّعب لم يسْهُل له سببُ      | Es como si ninguna causa hubiera hecho que lo difícil fuera fácil de soportar, y como si Salomón nunca hubiera gobernado el mundo.                               |
| وللزمان مسرّاتٌ وأحزانُ          | فجائعُ الدهر أنواعٌ مُنوَّعة         | Las desgracias causadas por el destino son de muchos tipos diferentes, mientras que el tiempo tiene causas de alegría y tristeza.                                |
| وما لما حلّ بالإسلام سُلوانُ     | وللحوادث سُلوان يسهلها           | Para los accidentes [de la fortuna] hay un consuelo que los hace fáciles de soportar, pero no hay consuelo para lo que ha sucedido con el Islam.                 |
| هوى له أُحدٌ وانهدْ ثهلانُ        | دهى الجزيرة أمرٌ لا عزاءَ له      | Un evento que no puede ser soportado ha sobrepasado la península; ¡uno tal que Uhud se ha derrumbado por eso y Thahlan se ha derrumbado!                         |
| حتى خَلت منه أقطارٌ وبُلدانُ      | أصابها العينُ في الإسلام فارتزأتْ | El mal de ojo ha golpeado [a la península] en su Islam, de modo que [la tierra] disminuyó hasta que regiones y distritos enteros fueron despojados de [la fe].   |
| وأينَ شاطبةٌ أمْ أينَ جَيَّانُ        | فاسأل بلنسيةً ما شأنُ مُرسيةً       | Por eso pregunta a Valencia qué es el estado de Murcia; ¿Y dónde está Játiva y dónde está Jaén?,                                                                 |
| من عالمٍ قد سما فيها له شانُ    | وأين (قُرطبة)ٌ دارُ العلوم فكم)    | ¿Dónde está Córdoba, el hogar de las ciencias, y muchos estudiosos cuyo rango alguna vez fue alto en ella?                                                       |
| ونهرهُا العَذبُ فياضٌ وملآنُ       | وأين (حْمص)ُ وما تحويه من نزهٍ)    | ¿Dónde está Hims (Sevilla) y los placeres que contiene, así como su dulce río desbordante y lleno?                                                               |
| عسى البقاءُ إذا لم تبقَ أركانُ   | قواعدٌ كنَّ أركانَ البلاد فما       | [Son] capitales que fueron los pilares de la tierra, sin embargo, cuando los pilares se hayan ido, ¡ya no durará más!                                            |
| كما بكى لفراق الإلفِ هيمانُ     | تبكي الحنيفيةَ البيضاءُ من أسفٍ    | El golpeteo de la fuente de la ablución blanca llora de desesperación, como un amante apasionado que llora por la partida del amado.                             |
| قد أقفرت ولها بالكفر عُمرانُ    | على ديار من الإسلام خالية       | Sobre viviendas vaciadas del Islam que primero fueron desocupadas y ahora están habitadas por la incredulidad.                                                   |
| فيهنَّ إلا نواقيسٌ وصُلبانُ        | حيث المساجد قد صارت كنائسَ ما    | En el que las mezquitas se han convertido en catedrales en las que solo se pueden encontrar campanas y cruces.                                                   |
| حتى المنابرُ ترثي وهي عيدانُ    | حتى المحاريبُ تبكي وهي جامدةٌ     | Incluso los mihrabs lloran aunque son sólidos; ¡incluso los púlpitos lloran aunque sean de madera!                                                               |
| إن كنت في سِنَةٍ فالدهرُ يقظانُ    | يا غافلاً وله في الدهرِ موعظةٌ     | ¡Oh, tú que sigues sin prestar atención aunque tengas una advertencia en Fate: si estás dormido, Fate siempre está despierto!                                    |
| أبعد حمصٍ تَغرُّ المرءَ أوطانُ ؟    | وماشيًا مرحًا يلهيه موطنهُ         | Y tú que caminas alegremente mientras tu patria te desvía [de las preocupaciones], ¿puede una patria seducir a cualquier hombre después de [la pérdida de] Hims? |
| وما لها مع طولَ الدهرِ نسيانُ    | تلك المصيبةُ أنستْ ما تقدمها      | ¡Esta desgracia ha hecho que aquellos que la precedieron sean olvidados, y nunca podrá ser olvidado por el tiempo de todos los tiempos!                          |
| كأنها في مجال السبقِ عقبانُ     | يا راكبين عتاق الخيلِ ضامرةً      | Oh ustedes que montan corceles magros y de pura sangre que parecen águilas en el hipódromo;                                                                      |
| كأنها في ظلام النقع نيرانُ     | وحاملين سيُوفَ الهندِ مرهفةُ        | Y ustedes que llevan esbeltas cuchillas indias que parecen fuegos en la oscuridad causados por la nube de polvo [de la guerra],                                  |
| لهم بأوطانهم عزٌّ وسلطانُ        | وراتعين وراء البحر في دعةٍ       | Y tú que estás viviendo en el lujo más allá del mar disfrutando de la vida, tú que tienes fuerza y poder en tu tierra natal,                                     |
| فقد سرى بحديثِ القومِ رُكبانُ ؟   | أعندكم نبأ من أهل أندلسٍ         | ¿No tienes noticias de los andaluces, porque los jinetes han llevado a cabo lo que los hombres han dicho [sobre ellos]?                                          |
| قتلى وأسرى فما يهتز إنسان ؟   | كم يستغيث بنا المستضعفون وهم    | ¿Con qué frecuencia los débiles, que fueron asesinados y capturados mientras ningún hombre se movía, pidieron nuestra ayuda?                                     |
| وأنتمْ يا عبادَ الله إخوانُ ؟    | ماذا التقاُطع في الإسلام بينكمُ   | Why these broken ties in the faith that connects you, When you, oh worshippers of God, are brethren?                                                             |
| أما على الخيرِ أنصارٌ وأعوانُ    | ألا نفوسٌ أبياتٌ لها هممٌ          | ¿Qué significa esta ruptura de los lazos del Islam en su nombre, cuando ustedes, 0 adoradores de Dios, son [nuestros] hermanos?                                  |
| أحال حالهمْ جورُ وطُغيانُ         | يا من لذلةِ قومٍ بعدَ عزِّهمُ         | ¿No hay almas heroicas con grandes ambiciones; ¿No hay ayudantes y defensores de la justicia?                                                                    |
| واليومَ هم في بلاد الكفرِّ عُبدانُ | بالأمس كانوا ملوكًا في منازلهم   | ¡Ayer eran reyes en sus propios hogares, pero hoy son esclavos en la tierra de los infieles!                                                                     |
| عليهمُ من ثيابِ الذلِ ألوانُ      | فلو تراهم حيارى لا دليل لهمْ     | Por lo tanto, si los vieras perplejos, sin nadie que los guíe, vistiendo la tela de la vergüenza en sus diferentes tonos,                                        |
| لهالكَ الأمرُ واستهوتكَ أحزانُ    | ولو رأيتَ بكاهُم عندَ بيعهمُ        | Y si observaras su llanto cuando se venden, el asunto te aterrorizaría y la tristeza te invadiría.                                                               |
| كما تفرقَ أرواحٌ وأبدانُ         | يا ربَّ أمّ وطفلٍ حيلَ بينهما        | ¡Ay, muchas madres e hijos se han separado cuando las almas y los cuerpos están separados!                                                                       |
| كأنما هي ياقوتٌ ومرجانُ         | وطفلةً مثل حسنِ الشمسِ إذ طلعت     | Y muchas doncellas hermosas como el sol cuando sale, como si fuera rubíes y perlas,                                                                              |
| والعينُ باكيةُ والقلبُ حيرانُ     | يقودُها العلجُ للمكروه مكرهةً      | Un bárbaro lo lleva a la abominación contra su voluntad, mientras que su ojo está llorando y su corazón está aturdido.                                           |
| إن كان في القلبِ إسلامٌ وإيمانُ  | لمثل هذا يذوب القلبُ من كمدٍ      | ¡El corazón se derrite de tristeza ante tales [vistas], si hay algún Islam o creencia en ese corazón!                                                            |